# Saint-Pourçain-sur-Sioule
Saint-Pourçain-sur-Sioule település Franciaországban, Allier megyében. Lakosainak száma 4894 fő (2022. január 1.). Saint-Pourçain-sur-Sioule Bayet, Chareil-Cintrat, Contigny, Loriges, Louchy-Montfand, Montord, Paray-sous-Briailles, Saulcet és Varennes-sur-Allier községekkel határos.

## Népesség
A település népessége az elmúlt években az alábbi módon változott:
| Lakosok száma | 5088 | 5199 | 5159 | 5046 | 4971 | 5090 | 5160 | 5221 | 5100 | 4894 |
|               | 1968 | 1982 | 1990 | 2006 | 2013 | 2015 | 2017 | 2019 | 2020 | 2022 |